# 日枝神社 (葛飾区新宿)
日枝神社（ひえじんじゃ）は、東京都葛飾区新宿の神社。地名を冠して新宿日枝神社（にいじゅくひえじんじゃ）とも。

## 歴史
創建年代は不明であるが、一説には室町時代末期と推測される。江戸時代は「山王社」という名称で、水戸街道の宿場町の新宿の鎮守であった。
元々は現在地よりも西に位置していたが、1729年（享保14年）の中川開削工事のため、現在地に移転した。
明治時代に「日枝神社」に改称した。
当社の赤い鳥居は「山王鳥居」と呼ばれるもので、山王信仰関係の神社（山王神社、日枝神社、日吉神社など）にみられる鳥居である。

## 交通アクセス
- 亀有駅より徒歩18分。